# Осигуряване на качеството
Осигуряване на качеството  (на английски: quality assurance, QA) e систематичното наблюдение и оценяване на различни аспекти на един проект, услуга или оборудване, с цел максимално увеличение на вероятността поне минимални стандарти на качество да бъдат постигнати в производствения процес. Осигуряването на качеството не може абсолютно да гарантира производството на „качествени“ продукти.
Двата принципа, включени в QA, са „Годно за определената цел“ – продуктът трябва да бъде подходящ за предназначената цел; и „Точно от първия път“ – грешките трябва да бъдат елиминирани.

## История
Преди изключително обширното разделение на труда и механизацията е било възможно самите работещи да контролират качеството на техните собствени продукти. Например през Средните векове гилдиите (в България еснафските съюзи през Възраждането и по-късно гилдиите след Освобождението) възприемат отговорността за контрол над качеството на техните членове, установявайки и поддържайки определени стандарти за членство.
Разделението на труда и механизацията на производството, благодарение най-вече на индустриалната революция, увеличават силно брутния вътрешен продукт в световен мащаб. Създалата се конкуренция на новосформиралите се стокови пазари и нарастващо потребителско търсене, принуждават производствените предприятия да обърнат внимание на качеството на своята продукция. Новата система на производство в която все повече хора се специализират в дадена област, води до създаване на нови професии и необходимост от контрол на произведените стоки и услуги. По този начин възниква професия свързана с обезпечение на качеството в производствените процеси.
По време на двете световни войни, индустриално развитите държави въвлечени пряко в конфликтните точки на света, увеличават човешкия капитал в своите производствени центрове. Този период характерен с масово производство и работници на надница, сформира нарастването на негодната продукция след производствения цикъл. Проблемът който възниква, води до назначаване на нови инспектори на пълен работен ден, които имат нужните правомощия да откриват и коригират нарастващите дефекти.
Промишленото производство в САЩ през 20-те години на XX век е предимно серийно и масово. Американският учен Уилям Шухард въвежда нов подход в методите по обезпечение на качеството – статистически контрол на качеството. Основата на която се осланя SQC е свързана с използване на два характерни инструмента: системни проби и създаване на тестови извадки. След втората световна война интересът към статистическите методи нараства. В САЩ учените работят върху подобряването му, а в Европа се дискутират начинът на формиране и обем на пробите.
През 50-те години на XX век е издигната концепцията за тотално управление на качеството, чийто автор е американският учен Арманд Фейгенбаум, мениджър във фирма „General Electric“. През 1961 г. Фейгенбаум публикува труда си „Total Quality Control“. Тази система се развива в Япония с акцент върху статистическите методи, които са известни на японците още по време на втората световна война. След войната Япония е разрушена, американският генерал Дъглас Макартър надзирава нейното реконструиране. Уилям Едуардс Деминг и Джоузеф Джуран, ръководени от Макартър прилагат натрупания американски опит и принципи за качество върху набиращата скорост японска икономика. Един от активните последователи е Каору Ишикава, с дейността на който се свързва „японското чудо“.

## Модели и методи

### Статистически контрол
Статистическият контрол е най-често използвания модел при вземане на решения в управлението на качеството. Известни методи, с които си служи са графичните методи, контролните карти, метод шест сигма, методите за оценяване на мощността на процесите и оценка на процента качествени изделия. Статистическата методология зависи особено от анализа на обективни и субективни данни. Немалко компании разчитат на този модел в различни нива на управленски и производствени процеси. Всеки продукт/процес може да бъде следен и анализиран за период от време, докато състоянието му сравнено с образцовия модел има общи черти и свойства. С използването на статистически методи за контрол на качеството се обработват данните за несъответствията в качествените характеристики и се откриват причините за това. Инструменти, с които си служи статистическият модел са:
- Контролни диаграми и графики
- Диаграма на Парето
- Времеви диаграми
- Диаграма на разсейването
- Хистограма
- Контролни карти

### Тотално управление на качеството
Арманд Файгенбаум дефинира тоталното управление на качеството като: „Ефективна система за интеграция на развитие на качеството, както и за поддръжка и усъвършенстване на качеството от страна на различни групи в дадена организация, така че да се постига възможно най-голяма икономичност при производството и сервиза, като това напълно да удовлетворява потребителите.“ Тоталното управление на качеството изисква пълна отговорност от всички служители и работници във фирмата. Моделът в своята същност е колективна дейност и не трябва да се осъществява само от отделни лица. Тоталното управление на качеството се изразява в революционно мислене на всички нива във фирмата като гаранция за добри резултати. Според Каору Ишикава тоталното управление на качеството не разчита само на строгия контрол, а по скоро на симбиоза между целия персонал – от ръководителите до обикновените работници.

## Стандарти[5]

### ISO 9000
Стандартите ISO 9000 са приети в над 90 страни в света и могат да се приложат към всяко предприятие, независимо от големината му и сферата му на дейност. Системата стандарти е разработена от Международната организация по стандартизации и е базирана на разработките на Британския институт по стандартите BS 5750. Самата организация ISO не извършва сертификация по ISO 9000. С това се занимават специално сформирани одиторски организации в отделните страни. През 1987 г. международната стандартизационна организация ISO публикува част от серията стандарти ISO 9000. В България системата за управление на качеството ISO 9000 е приета през 1996 г.

### ISO 9001:2000
Стандартът ISO 9001:2000 предоставя тествани и изпробвани в практиката способи и модели, позволяващи такова системно развитие на организационните процеси, които позволяват производството на продукт достоен да задоволи изискванията и потребностите на клиентите. Изискванията за система за управление на качеството при EN ISO 9001:2000 са стандартизирани. Важно място заема самата структура на стандарта. Състои се от следните раздели:
- Въведение
- Област на приложение
- Препратки към други стандарти и понятия
- Система за управление на качеството
- Отговорности на ръководството
- Мениджмънт на ресурсите
- Реализиране на продукта
- Измерване, анализ и подобряване

### ISO 9001:2008
ISO 9001:2008 е международен стандарт, поставящ изискванията към системите за управление, като дадена организация трябва да демонстрира способността си да предоставя непрекъснато продукт/услуга, който да отговаря на клиентските и приложимите нормативни изисквания и да се стреми непрекъснато да повишава удовлетворението на клиента. Стандартът се базира на осем основни принципа, които са гарант за успешно
ръководене и функциониране на една организация:
- Насоченост към клиента
- Лидерство
- Приобщаване на хората, работещи в организацията
- Процесен подход
- Системен подход за управление
- Непрекъснато подобряване
- Взимане на решение, основано на факти
- Взаимноизгодни отношения с доставчиците

## Професионална реализация
Инженер по обезпечение на качеството е специалист който участва за създаването, изпитването, поддръжката и сигурността на софтуерен или технологичен продукт. Отговорностите също включват осигуряване на максимално качество във всички технически и/или технологични аспекти, постоянен мониторинг на процесите в работата, системен тест на продукцията/услугите, спазване на одобрените стандарти и обратна връзка с отговорните лица с цел превенция на бъдещи грешки и недоразумения.

### Индустрии
Инженерите по обезпечение на качеството не са лимитирани до производствените предприятия. Техните знания и умения могат да бъдат приложени както в бизнес среда, така и в организации без комерсиална цел. Примери:
- Дизайн и мода
- Консултантски услуги
- Банково дело
- Застраховане и финанси
- Разработка на компютърен софтуер
- Търговия на бързооборотни стоки
- Транспортни услуги
- Образование

### QA в софтуерната индустрия
Тестването на софтуера е основна задача на QA инженера то представлява своеобразно разследване и се провежда с цел да осигури информация за качеството на продукта или услугата, която се изпитва. Тестване на софтуера може да даде обективна, независима гледна точка, за да се позволи да се преценят и разбират рисковете преди пускането на софтуера на пазара. Тест техниките включват, но не се ограничават до процеса на изпълнение на програма или приложение с намерение за намиране на софтуерни бъгове (грешки или други дефекти).
Тестване на софтуера може да се каже, че е процес на валидиране и проверка на една компютърна програма / приложение / като:
- отговаря на изискванията поставени по време на своя дизайн и разработка,
- работи както се очаква,
- може да се осъществи със същите характеристики,
- и отговаря на потребностите на заинтересованите страни.

#### Необходими умения
В началото ниво QA позицията включва обикновена проверка. Например, потребителят може да се наложи да въведете парола в уеб сайт, която трябва да бъде между пет и десет знака. Инженер по осигуряването на качеството, преди това трябва да тествате как ще работи, ако потребителят въведе интервал, точка, тире или запетая.
В допълнение към тестването на повърхностно ниво, съвременните инженери създават и ползват софтуерни инструменти за автоматично тестване на готовите продукти.

#### Отговорности
QA инженерът е мостът между крайния потребител и програмистите, той трябва много добре да разбира проблемите, с които потребителите могат да се сблъскат. Целта му е да се опита да направи нещата да работят, така че програмиста да хване грешките преди те да се появят.
Тестване изисква много творчество. „Бъговете“ са често скрити и при просто изпълнение на очевидни положителни тестове има малка възможност да се открият проблеми. QA инженерът трябва да използва своята креативност, за да разбере и приложи всички сценарии, при които е вероятно да се открие бъг. С други думи, QA инженерите, трябва да могат да „виждат отвъд очевидното“.
Професията изисква познания за разработката на софтуер в поради две основни причини:
- Способности за разработка на софтуер са необходими поради вероятността за прилагане на автоматизирани тестове
- Ако инженера има умения за разработка на софтуер то той има по-добра представа за това какво е „опасно“ за кодиране, както и какво да се тества по-задълбочено.